# إحوجاجن (تروكوت)
إحوجاجن هو دُوَّار يقع بجماعة تروكوت، إقليم الدريوش، جهة الشرق في المملكة المغربية. ينتمي الدوّار لمشيخة تروكوت التي تضم 18 دوار. يقدر عدد سكانه بـ 310 نسمة حسب الإحصاء الرسمي للسكان والسكنى لسنة 2004.

## روابط خارجية
- البوابة الوطنية للجماعات الترابية
- المندوبية السامية للتخطيط